# DCI-P3

El diagrama de cromaticitat CIE 1931 que mostra la gamma P3 i la gamma d'altres espais de color RGB comuns. Les cantonades del triangle verd són els colors primaris de l'espai de color P3. Els punts blancs que es mostren aquí són Illuminant D65, que s'utilitza per a la pantalla P3, i CCT 6300 K, que s'utilitza amb DCI-P3.

P3 és un espai de color RGB. DCI-P3 (Digital Cinema Initiative) s'utilitza amb la distribució de pel·lícules en cinema digitals (DCDM). Display P3 és una variant desenvolupada per Apple Inc. per a pantalles de gamma àmplia.
El 2005, Digital Cinema Initiatives, LCC a Hollywood, Califòrnia, va publicar la versió 1.0 de l'Especificació del sistema de cinema digital, que definia la colorimetria del que es coneixeria com l'espai de color DCI-P3.
Segons la secció 8.3.4 de l'especificació, el color primari blau és el mateix que Rec. 709, sRGB i Adobe RGB, amb una longitud d'ona dominant de 464,2 nm. El vermell primari és un vermell lleugerament més intens que sRGB i Adobe RGB, amb una longitud d'ona dominant de 614,9 nm.
La diferència més significativa és el verd primari, que està molt més a prop del lloc espectral que sRGB o Adobe RGB. El primari verd de DCI-P3 té una longitud d'ona dominant de 544,2 nm. El verd primari d'Adobe RGB és més blau amb una longitud d'ona dominant de 534,7 nm. El primari verd de sRGB és més groguenc a 549,1 nm.
DCI-P3 cobreix el 45,5% del diagrama de cromaticitat CIE 1931 (vegeu la imatge de l'inserció), que descriu la gamma de colors de la visió humana a la llum del dia (visió fotòpica) tal com es va determinar experimentalment a la dècada de 1920. En aquest estudi, els participants van combinar visualment una barreja de llums "primàries" vermelles, verdes i blaves amb llums específiques de colors monocromàtics purs. Això va definir el lloc espectral, que és la vora exterior del diagrama, i l'extensió màxima de la visió humana del color.
Una gamma més pràctica és la de colors de la superfície reflectida que es descriu per la gamma de Pointer. En aquest cas, DCI-P3 cobreix el 86,9% de la gamma de Pointer. Rec.709/sRGB només cobreix el 69,4%.
Tot i que DCI-P3 va ser desenvolupat per l'organització Digital Cinema Initiatives (DCI), molts dels estàndards tècnics rellevants són publicats per la Society of Motion Picture and Television Engineers (SMPTE), com ara SMPTE EG 432-1 i SMPTE RP 431-2.
El 10 de novembre de 2010, SMPTE va publicar SMPTE EG 432-1:2010, que inclou una variant de l'espai de color que utilitza un punt blanc D65 (uns 6503,51 K) en lloc dels ~6300 K punt blanc de DCI-P3.